# El Camí

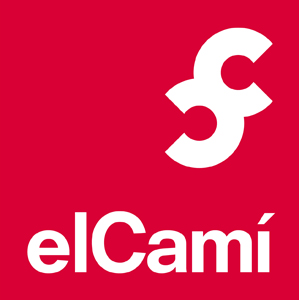
Logotíp d'El Camí

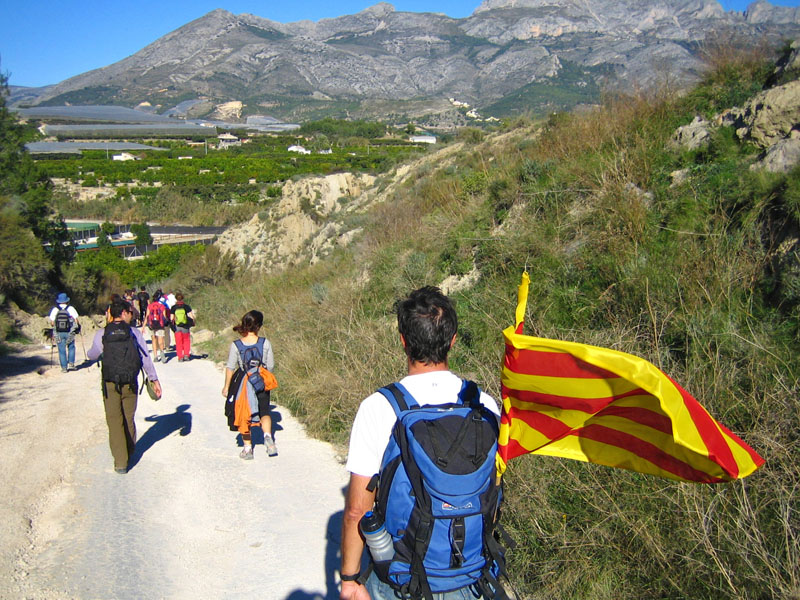
Una sortida del Grup de CAMInants prop de Callosa d'en Sarrià, Marina Baixa

El Camí és un itinerari senyalitzat de senderisme cultural que recorre les terres de parla catalana per fomentar la cohesió social i l'autoconeixement de tots aquests territoris. Sota el lema Conèixer aquesta terra per estimar-la!, es convida a "caminar pel país". La ruta dels gairebé 5.500 quilòmetres té el suport de la Generalitat de Catalunya, el Govern de les Illes Balears, el Govern d'Andorra, el Consell General dels Pirineus Orientals i també de diputacions, consells comarcals, consorcis, mancomunitats i ajuntaments de tots els Països Catalans. El Camí recorre el Carxe (Múrcia), el País Valencià, Catalunya, la Franja, Andorra, Catalunya Nord, les Balears i l'Alguer, a la Sardenya (Itàlia).
El Camí es considera apartidista i assumeix que tot el territori i tota la seva gent n'és protagonista i beneficiari, a més dels visitants d'altres països. El 2008, el Parlament de Catalunya el declarà d'interès públic.

## Fites de l'itinerari
El recorregut concret de cada país i comarca és definit per les persones i institucions del propi territori de manera consensuada. Els criteris per a definir l'itinerari es relacionen amb l'objectiu de potenciar el senderisme cultural, en els vessants populars, artístics, naturals i històrics:
1. Caps de comarca i nuclis de població.
2. Allotjaments de diferents estils i preus. Punts d'informació permanents. Centres espirituals.
3. Patrimoni arquitectònic i cultural. Danses i músiques locals, etnologia, museus. Trets locals de la llengua catalana. Gastronomia i productes artesans autòctons.
4. Fets històrics. Personatges locals.
5. Fauna, flora, geologia, arqueologia.
6. Casals populars, iniciatives i moviments d'innovació social existents: defensa del territori, per la pau, cooperatives de consumidors, comerç just, noves comunitats compromeses socialment, experiències de democràcia participativa, etc.[cal citació]

## La marca
La marca d'El Camí es basa en la forma del número vuit o del símbol de l'infinit, que sintetitza el recorregut del Camí per tot el territori, amb Montserrat com a punt d'intersecció. També s'hi llegeixen dues lletres ces, que es poden entendre com les inicials del Camí de les terres de parla catalana. Seguint la ruta, s'hi troben els senyals pintats a mà en color vermell, mentre que les plaques, adhesius i d'altres elements manufacturats són de color blanc amb fons vermell. En els brancals del Camí s'hi troba la mateixa grafia, però pintada amb groc o bé amb blanc i fons groc.

## La Guia
El projecte de documentar El Camí en una guia ja està en marxa. Inclourà establiments hotelers i de restauració que es comprometin a oferir un servei de qualitat i en català. Aquesta guia social, cultural i natural es publica en forma física i digital, amb un volum per a cada tram. L'octubre del 2008 es va presentar la primera guia, la del tram del Montseny, al Palau Robert de Barcelona. Al 2018 se n'havia publicat sis.

## El Grup de CAMInants
El Grup de CAMinants és un grup obert al públic que organitza excursions regulars per les diverses etapes del Camí, amb l'objectiu de fer amics i aprendre a estimar la terra de la mà de la seua gent de forma autoorganitzada i gratuïta. Des de 2010 fins al 2018, ha fet més de 120 excursions amb un total d'aproximadament 2.000 participants. La majoria de les excursions es radiquen al País Valencià i Catalunya, tot i que es pretén d'implantar el projecte a altres territoris.

## Figures de participació en el projecte
Al 2018, figuren al web d'El Camí 13.817 amics, que reben informació sobre el projecte. Els socis-padrins, addicionalment, hi fan una aportació econòmica. Els vetlladors i els voluntaris aporten el seu temps i interès per dissenyar les rutes i organitzar les excursions. Gràcies a tots aquests individus i les administracions públiques se sosté El Camí, senyalitzant les rutes i preparant les guies. La coordinació nacional d'El Camí, a càrrec de l'associació Pas, té la seu a Cardedeu (Vallès Oriental). Fins al 2018, també s'havia obert seus a Barcelona, Xàbia (Marina), Tremp (Pirineu Occidental), Sant Joan de les Abadesses (Prepirineu), Sa Pobla (Mallorca).

## El Pas
L'associació Pas (serveis de Participació i Sostenibilitat) - Amics del Camí és una entitat sense ànim de lucre dedicada a la dinamització i implementació del Camí. Compta amb un equip professional que treballa per fer possible el projecte.